# Pero hübnerata
Pero hübnerata là một loài bướm đêm trong họ Geometridae.